# Todd Gill
Todd Sheldon Gill (* 9. November 1965 in Cardinal, Ontario) ist ein ehemaliger kanadischer Eishockeyspieler sowie derzeitiger -trainer und -funktionär, der im Verlauf seiner aktiven Karriere unter anderem 1110 Spiele für die Toronto Maple Leafs, San Jose Sharks, St. Louis Blues, Detroit Red Wings, Phoenix Coyotes, Colorado Avalanche und Chicago Blackhawks in der National Hockey League auf der Position des Verteidigers bestritten hat. Gill war zwischen 1996 und 1998 der vierte Mannschaftskapitän der Franchise-Geschichte der San Jose Sharks.

## Karriere

### Spielerkarriere
Gill spielte in seiner Zeit als Junior von 1982 bis 1985 für die Windsor Spitfires in der Ontario Hockey League, wobei er in der Saison 1984/85 ins Third All-Star-Team gewählt wurde. Nachdem der Offensiv-Verteidiger im NHL Entry Draft 1984 von den Toronto Maple Leafs in der zweiten Runde an 25. Position ausgewählt worden war, bestritt er bereits in der Saison 1984/85 sein erstes NHL-Spiel für die Maple Leafs. In den folgenden Jahren etablierte sich der Kanadier im Kader des Teams und blieb diesem zwölf Jahre bis zum Ende der Spielzeit 1995/96 treu.
Nachdem ihn die Maple Leafs im Rahmen des NHL Entry Draft 1996 im Austausch für Jamie Baker zu den San Jose Sharks schickten, begann Gills Odyssee durch die NHL. Bei den Sharks blieb er insgesamt zwei Jahre, in denen er zudem Mannschaftskapitän des Teams war. Es folgten Engagements bei den St. Louis Blues, Detroit Red Wings, Phoenix Coyotes, wiederum den Detroit Red Wings, Colorado Avalanche und Chicago Blackhawks.
Nach insgesamt 19 NHL-Spielzeiten ließ er in der Saison 2003/04 seine Karriere in Deutschland bei den Lausitzer Füchsen ausklingen. Seine beste Saison hatte er im Spieljahr 1992/93 in Diensten der Toronto Maple Leafs mit 43 Punkten.

### Trainerkarriere
Ab der Saison 2006/07 arbeitete er fünf Spielzeiten als Cheftrainer und General Manager der Brockville Braves in der Central Junior A Hockey League und wurde 2007 zum Trainer des Jahres gewählt. Zugleich war er zwischen 2006 und 2008 Besitzer des Teams. Zur Saison 2011/12 folgte ein Engagement bei den Kingston Frontenacs in der Ontario Hockey League, bei denen er Doug Gilmour in der Position des Cheftrainers ablöste. Bei den Frontenacs war Gill drei Spielzeiten lang aktiv, ehe er von den Calgary Flames verpflichtet wurde.
Diese setzten ihn in der Saison 2014/15 als Cheftrainer in ihrem Farmteam, den Adirondack Flames, in der American Hockey League ein. Nach dem Umzug des Teams war er ab 2015 für zwei Jahre in gleicher Position bei den Stockton Heat tätig. Anschließend kehrte der Kanadier in die OHL zurück und übernahm zur Spielzeit 2017/18 den Posten des Cheftrainers der Owen Sound Attack. Dort wurde er Ende Januar 2019 von seinen Aufgaben entbunden.
Zwischen 2010 und 2012 war Gill ebenso für den kanadischen Eishockeyverband Hockey Canada tätig, wo er die U18- und U19-Auswahlmannschaften betreute.

## Erfolge und Auszeichnungen
- 1985 OHL Third All-Star Team
- 2007 Central Junior A Hockey League (CJHL) Trainer des Jahres
- 2012 Goldmedaille beim Ivan Hlinka Memorial Tournament (als Cheftrainer)

## Karrierestatistik

### International
Vertrat Kanada bei:
- Weltmeisterschaft 1992

(Legende zur Spielerstatistik: Sp oder GP = absolvierte Spiele; T oder G = erzielte Tore; V oder A = erzielte Assists; Pkt oder Pts = erzielte Scorerpunkte; SM oder PIM = erhaltene Strafminuten; +/− = Plus/Minus-Bilanz; PP = erzielte Überzahltore; SH = erzielte Unterzahltore; GW = erzielte Siegtore; 1 Play-downs/Relegation; Kursiv: Statistik nicht vollständig)